# Markus Löhr
Markus Löhr (* 14. März 1963) ist ein deutscher Gitarrist, Keyboarder, Songwriter und Musikproduzent. Bekannt wurde er vor allem als Gitarrist bei Hubert Kah, er schrieb und produzierte jedoch für zahlreiche Künstler.

## Leben
Markus Löhr lernte während der Schulzeit mit etwa zwölf Jahren als klassischer Musiker in einem Orchester den Mitmusiker Klaus Hirschburger kennen. Gemeinsam gründeten sie eine Band, in der Löhr zum Gitarristen und Keyboarder wurde, Hirschburger zum Bassisten. Mit 16 Jahren betrieben sie die Musik gemeinsam mit Hubert Kah ernsthaft, zunächst als „Hubert Kah Trio“, dann als „Hubert Kah mit Kapelle“. Kah hatten sie beim Schreiben von Musik für Theaterstücke in Reutlingen kennengelernt. Von Anfang an schrieben und produzierten die beiden auch für andere Musiker. Etwa zu Abiturzeiten wurde Rosemarie der erste Hit der Gruppe, den Löhr auch mitschrieb, wofür sich die Musiker von der Schule beurlauben ließen; trotzdem erreichten sie ihr Abitur. Nach mehreren erfolgreichen Alben mit Hubert Kah trennten sich 1989/90 die Wege; laut Hirschburger, als Hubert Kah musikalisch Solopfade einschlug und Löhr zudem zwei Produktionsaufträge angenommen hatte. Hintergrund war jedoch darüber hinaus Kahs schwere Depressionserkrankung. Löhr war weiter als Produzent und Songschreiber elektronischer Musik tätig. Mehrfach schrieb und produzierte er Musik für die Kinderserie Prinzessin Lillifee.
Künstler, für die Löhr tätig war, waren neben Hubert Kah unter anderem Sandra ((I’ll Never Be) Maria Magdalena, In the Heat of the Night, Little Girl), Two of Us, Marianne Rosenberg, Stephan Remmler, Münchener Freiheit, Nicki, Juliane Werding, Fool’s Garden und Karl Bartos.